# شانون ويلوبي
شانون ويلوبي (بالإنجليزية: Shannon Willoughby)‏ هي لاعبة اتحاد الرغبي نيوزيلندية، ولدت في 15 يناير 1982.